# SPD-Stellung

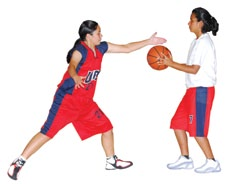
Spielerin rechts in SPD-Stellung

Als SPD-Stellung („schießen, passen, dribbeln“, engl. Triple-Threat-Position) wird die Grundstellung eines Spielers in Ballbesitz beim Basketball bezeichnet. In dieser Stellung ist es leichter, eine der drei Optionen durch eine tiefe und stabile Körperhaltung auszuführen.

## Vorteil
Der Spieler hat in der SPD-Stellung die meisten Möglichkeiten, mit dem Ball auf dem Spielfeld zu agieren, da er noch kein Dribbling gestartet hat und so mit einem schnellen ersten Schritt an seinem Gegenspieler vorbeiziehen kann. Außerdem hat er die Möglichkeit, vor einem Dribbling Täuschungen mit einem Bein oder eine Wurftäuschung auszuführen, was bei einem bereits gestarteten Dribbling nicht mehr möglich ist.  In der SPD-Stellung sind die Füße parallel und die Knie leicht gebeugt, der Ball wird mit beiden Händen etwa in Brusthöhe gehalten. Der Spieler kann den Ball in dieser Position gut schützen, da er tief steht und den Ball mit dem Oberkörper schützt.